# Miroslav Milovanović
Miroslav Milovanović (Belgrado, 17 gennaio 1941) è un ex calciatore jugoslavo naturalizzato serbo, di ruolo difensore.

## Carriera
Esordisce nella massima serie jugoslava con il OFK Belgrado nella stagione 1959-1960, ottenendo il settimo posto finale. Nella stagione 1961-1962, chiusa al sesto posto in campionato, Milovanović con i suoi vince la Kup Maršala Tita 1961-1962, sconfiggendo in finale lo Spartak Subotica.
La stagione seguente, chiusa in campionato al quinto posto finale raggiunge la semifinale della Coppa delle Coppe 1962-1963, venendo eliminati dai futuri campioni del Tottenham. 
Ottiene il secondo posto nella Prva Liga 1963-1964, a tre punti dai campioni della Stella Rossa. Nella stessa stagione con il suo club viene eliminato ai sedicesimi di finale dalla Juventus nella Coppa delle Fiere 1963-1964.
Nella Coppa delle Fiere 1964-1965 viene eliminato con il suo club ai trentaduesimi di finale. Nella stessa stagione ottiene il decimo posto in campionato. Nella stagione 1965-1966 ottiene il sesto posto finale e vince la Kup Maršala Tita 1965-1966.
Nella stagione 1966-1967 ottiene il tredicesimo posto in campionato, mentre nella Coppa delle Coppe 1966-1967 viene eliminato al primo turno.
Nell'estate 1967 si trasferisce in America per giocare nei Los Angeles Toros, società militante nella neonata NPSL. Con i Toros ottenne il quinto ed ultimo posto nella Western Division.
La stagione seguente Milovanović, a seguito del trasferimento dei Toros a San Diego, gioca nei San Diego Toros con cui giunge alla finale della neonata NASL, persa contro gli Atlanta Chiefs
Terminata l'esperienza americana, ritorna all'OFK Belgrado con cui ottiene il quinto posto nella Prva Liga 1969-1970.

## Palmarès

### Competizioni nazionali
- Coppa di Jugoslavia: 2

OFK Belgrado: 1961-1962, 1965-1966